# Lulakowo (obwód Burgas)
Lulakowo (bułg. Люляково) – wieś w Bułgarii, w obwodzie Burgas, w gminie Ruen. W 2023 roku liczyła 1796 mieszkańców.